# Bezirk Ilūkste
Der Bezirk Ilūkste (Ilūkstes novads) war ein Bezirk im Süden von Lettland in der Landschaft Sēlija, der von 2009 bis 2021 existierte. Bei der Verwaltungsreform 2021 wurde der Bezirk aufgelöst, seine Gemeinden gehören seitdem zum neuen Bezirk Augšdaugava.

## Geographie
Der ländlich geprägte Bezirk lag westlich von Daugavpils und grenzte an die Düna im Osten und Litauen im Westen. Größter See war der Svente-See mit dazugehörigem Naturpark.

## Gemeinden
Der Bezirk bestand aus den Städten Ilūkste und Subate sowie den Gemeinden (pagasts) Bebrene, Dviete, Eglaine, Pilskalne, Prode und Šēdere. Im 648 km² großen Bezirk lebten 2010 9062 Menschen.

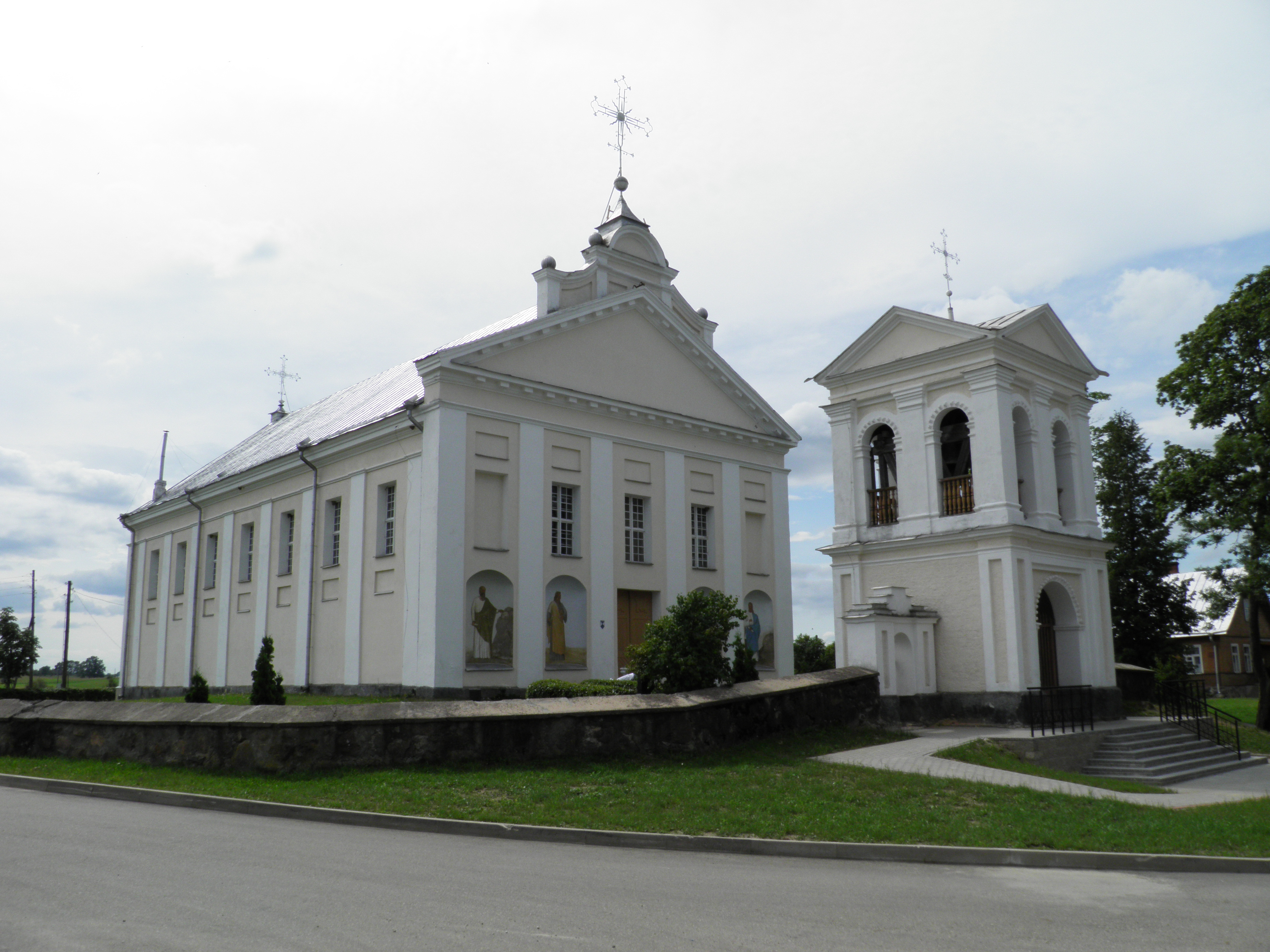
Bebrene: Römisch-katholische Kirche Johannes des Täufers, erbaut von 1797 bis 1798
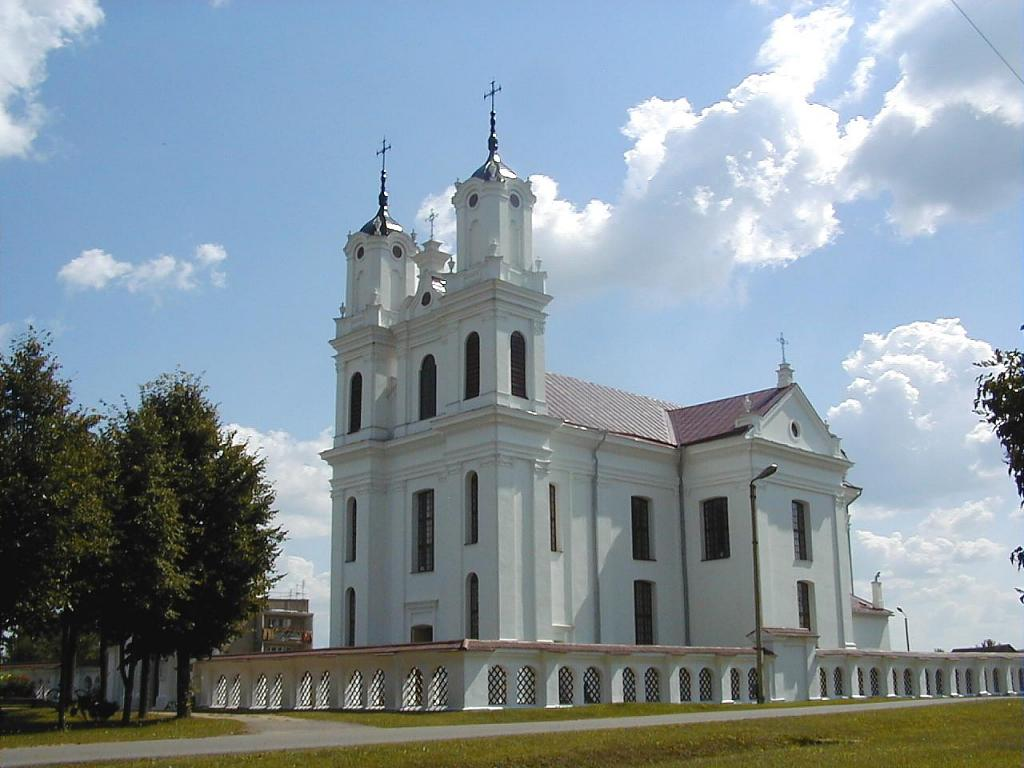
Dviete: Römisch-katholische Kirche Stanislav Kostka, von 1842 bis 1864 errichtet
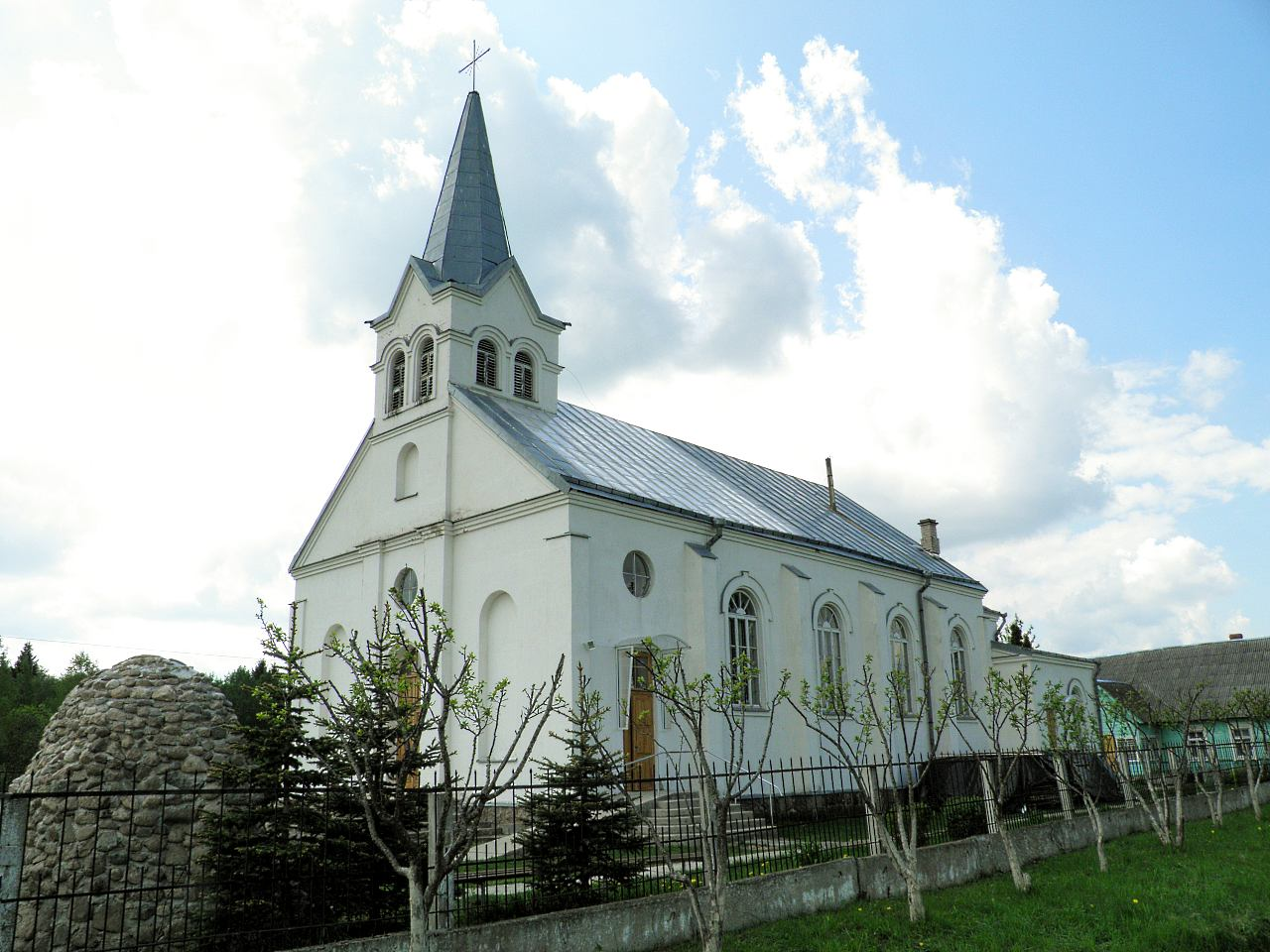
Eglaine: Römisch-katholische Kirche der Jungfrau Maria, erbaut von 1936 bis 1939, 1994 vollendet

## Nachweise
1. ↑  Vides aizsardzības un reģionālās attīstības ministrija (Ministerium für Naturschutz und Regionalentwicklung), Karten und Auflistung der Verwaltungseinheiten, abgerufen am 25. Juli 2021